# Mee siam

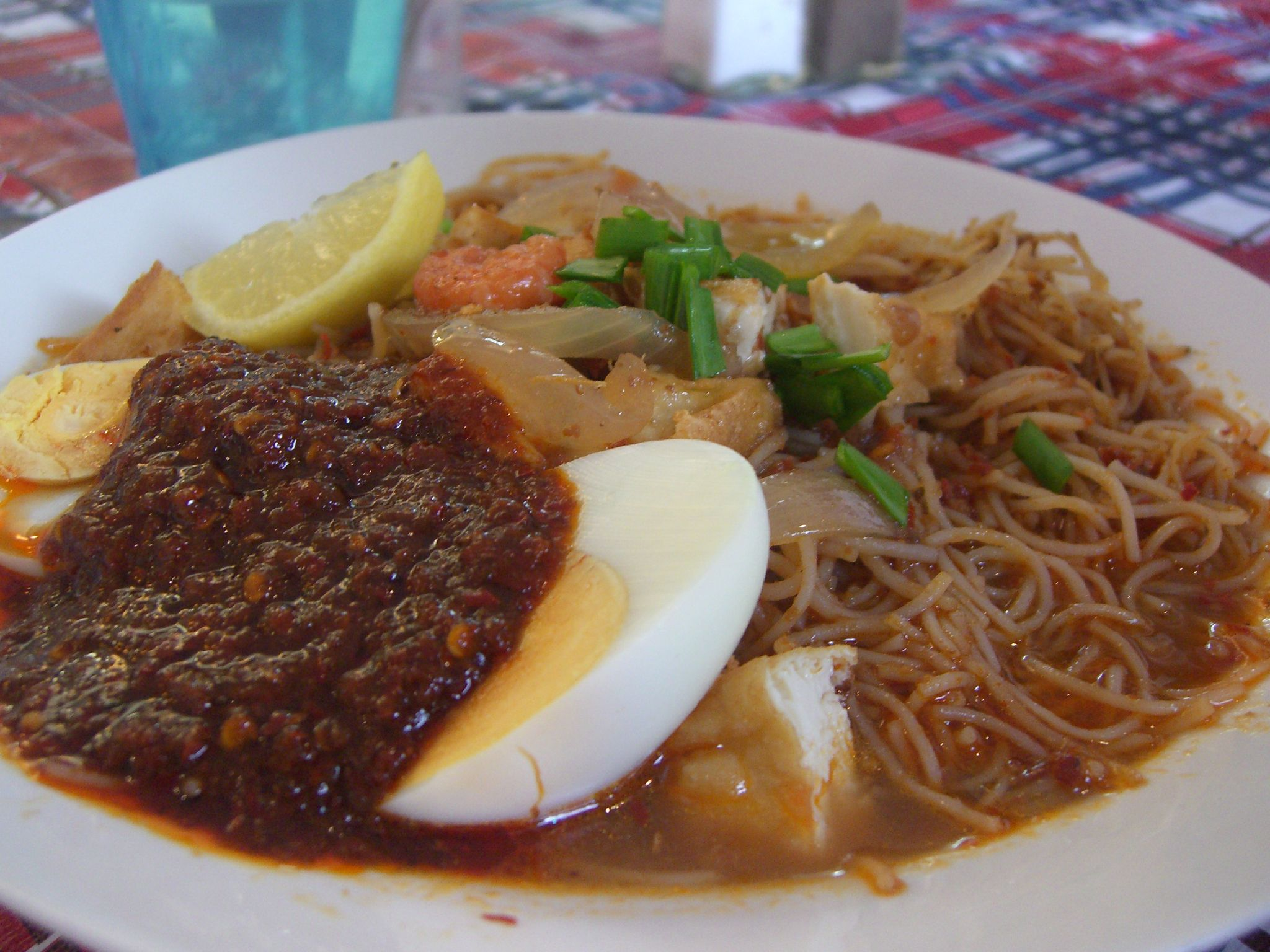
Un plato de mee siam.

Se llama mee siam (‘fideos siameses’) a un plato de fideos de arroz finos (vermicelli) en gravy picante y agridulce. Es una de las comidas de un plato populares en Singapur. La versión seca, que es esencialmente los fideos de arroz fritos con las mismas especias usadas en la versión con gravy, también es popular entre los chinos de Singapur.
Originalmente un plato tailandés, pasó a ser una especialidad de Nyonya que actualmente preparan indios, malayos y puestos de cocina china en Singapur, con ligeras variaciones en los ingredientes. Se sirve con soja salada, tofu seco, huevo duro y tamarindo, guarneciéndolo con cebolleta y cebollino chino.